# Barri de Sant Llorenç (Terrassa)
Sant Llorenç és un barri de Terrassa a la part nord-oriental del districte 6 o del Nord-est, situat al marge esquerre de la riera de les Arenes. Té una superfície de 0,21 km² i una població de 4.754 habitants el 2021.
De forma aproximadament triangular amb el vèrtex al sud, està limitat a l'oest per l'avinguda del Vallès, a l'est per la carretera de Castellar (C-1415a) i al nord pel carrer de la Castellassa, més enllà del qual s'estén el polígon industrial de Can Petit.
Depèn de l'associació de veïns de Sant Llorenç, al barri d'Ègara. La festa major és la segona setmana de juny.
Compta amb un institut d'ensenyament secundari, l'IES Cavall Bernat, al carrer de la Castellassa, tocant al polígon de Can Petit.

## Història
La barriada de Sant Llorenç va néixer arran de l'edificació del polígon d'habitatges de l'Obra Sindical del Hogar el 1955, en una primera fase. La segona fase de construcció fou al començament de la dècada del 1960, amb gratacels més elevats. La configuració del barri es va completar el 1964 amb la tercera fase constructiva, aprofitant els terrenys del campament militar que hi havia instal·lat a la zona propera a Can Montllor.
La denominació del barri fa referència al massís de Sant Llorenç del Munt, que s'alça com a teló de fons del polígon d'habitatges. Precisament els noms dels carrers de la zona són agafats de la toponímia de la muntanya: la Mola, el Montcau, el Cavall Bernat, la Castellassa, Castellsapera, la Cova Simanya, etc.